# Михайлов Павло Васильович
Павло Васильович Михайлов (7 липня 1908, Петергоф, Російська імперія – 20 грудня 1980, Одеса, УРСР, СРСР) — театральний актор. Народний артист Української РСР (1954).

## Біографія
П. В. Михайлов народився 7 липня 1908 році у Петергофі.
У 1929 році закінчив Ленінградську драматичну студію імені М. Ходотова.
Під час навчання грав на професійній сцені Ленінградського театру при Центральному домі  мистецтв.
У 1930—1933 роках був актором Ленінградського Великого драматичного театру, у 1936—1939 роках — актором Свердловського театру драми.
У 1933—1936, 1939—1941  роках та з 1945 року і до кінця життя працював в Одеському російському драматичному театрі ім. А. Іванова, в якому зіграв 300 ролей.
Одним з центральних у творчості актора став образ В. І. Леніна у трилогії М. Погодіна «Людина з рушницею», «Кремлівські куранти», «Третя патетична».
У роки нацистської навали працював у театрах Йошкар-Оли та Куйбишева.
Був актором широкого діапазону. Знявся у 7 кінострічках.
Неодноразово обирався головою правління Одеського міжобласного відділення Українського театрального товариства.
Помер 20 грудня 1980 року в м. Одеса. Похований на 27 ділянці Другого християнського кладовища.

## Творчість

###### Театральні ролі
- Бен Акіба — «Уріель Акоста» (К. Гуцков);

- Іржі — «Мати» (К. Чапек);

- Жадов — «Тепленьке місце» (О. Островський);

- Лопахін — «Вишневий сад» (А. Чехов);
- Астров — «Дядя Ваня»  (А. Чехов);

- Лєвшин — «Вороги» (М. Горький);

- Агабо — «Поки гарба не перекинулася» (О. Іосіліані);

- Дядюшка Вано — «Не бійтеся, мамо» (Н. Думбадзе);

- Карбишев — «Коли мертві оживають» (І. Рачада);

- Лір — «Король Лір» (В. Шекспір);
- Жухрай — «Як гартувалася сталь» (М. Островський);
- Гай — «Мій друг» (М. Погодін);

- Муромський — «Справа» (О. Сухово — Кобилін);
- Швандя — «Любов Ярова» (К. Треньов);

- Клеон — «Забути Герострата» (Г. Горін) та інші.

- Грав у виставах «Так і буде» (К. Симонов), «За тих, хто у морі» (Б. Лавреньова), «Крадіжка» (Дж. Лондон), «Раки» (С. Михалков), «Уступи місце завтрашньому дню» (В. Дельмар).

###### Ролі у кіно
- Секретар обкому партії — «Одеські канікули»;
- Начальник залізниці — «Водив поезди машиніст»;
- Аркадьєв — «Виправленому вірити»;
- Ковальов — «Зміна починається о шостій»;
- Василь Захарович — «Сторінки минулого»
- Капитан 1 ранга — «Тінь біля пірсу»;
- Епізод — «Воскресіння».

## Нагороди
- Ордени Леніна, Трудового Червоного Прапора.

- Медалі.

- Почесне звання «Народний артист УРСР» (1954).